# Erika Sirola
Erika Sirola (Espoo, 13 november 1998)  is een Fins zangeres. Ze werd bekend door de single Speechless, een samenwerking met de Duitse dj Robin Schulz.

## Biografie
Sirola groeide op in Espoo als de dochter van een Canadese moeder en een Finse vader. Ze werd op dertienjarige leeftijd ontdekt door producer Jurek Reunamäki, die haar contracteerde voor Kaiku Entertainment.
Nadat Sirola haar middelbareschooltijd had afgerond, werd ze door Edward Shapiro, die eerder onder andere Rihanna en Jay-Z vertegenwoordigde, uitgenodigd om naar de Verenigde Staten te komen om deel te nemen aan testopnames. Hier zong ze in de zomer van 2017 mee op twee nummers van een kerstalbum van de Amerikaanse dj Kaskade.
Sirola brak door in 2018 met de single Speechless, een samenwerking met de Duitse dj Robin Schulz. Deze single wist de de Duitse, Oostenrijkse, Zwitserse en Finse hitlijsten te behalen. De Nederlandse Top 40 werd eveneens behaald, waarin de single als piekpositie de zevende plaats had. Sirola was ook de eerste Finse zangeres die de Top 40 wist te halen. In november 2018 brachten Sirola en Schulz een muziekvideo uit van Speechless.

## Discografie

### Singles
| Jaar | Titel                         |
| ---- | ----------------------------- |
| 2018 | Deck the Halls (met Kaskada)  |
| 2018 | Holy Night (met Kaskada)      |
| 2018 | Speechless (met Robin Schulz) |

- MusicBrainz: f581fc5e-e30b-4e66-b91e-9ca83a5f333b